# アーサー・ポメロイ (初代ハーバートン子爵)
初代ハーバートン子爵アーサー・ポメロイ（英語: Arthur Pomeroy, 1st Viscount Harberton、1723年1月16日 – 1798年4月11日）は、アイルランド王国の政治家、貴族。

## 生涯
聖職者ジョン・ポメロイ（John Pomeroy）とエリザベス・ドネラン（Elizabeth Donellan、エドマンド・ドネランの娘）の息子として、1723年1月16日に生まれた。ダブリン大学トリニティ・カレッジで教育を受け、1744年にB.A.の学位を修得した。
1761年から1783年までキルデア・カウンティ選挙区の代表としてアイルランド庶民院議員を務めた後、1783年10月10日にアイルランド貴族であるキルデア県におけるカーベリーのハーバートン男爵に叙され、14日にアイルランド貴族院議員に就任した。その後、1791年7月5日に同じくアイルランド貴族であるハーバートン子爵に叙された。
1798年4月11日に自宅で死去、長男ヘンリーが爵位を継承した。

## 家族
1747年10月20日、メアリー・コリー（Mary Colley、1723年7月11日 – 1794年4月7日、ヘンリー・コリーの娘）と結婚、4男3女をもうけた。
- ヘンリー（1749年 – 1829年） - 第2代ハーバートン子爵
- アーサー・ジェームズ（1753年 – 1832年） - 第3代ハーバートン子爵
- ジョン（1758年 – 1833年） - 第4代ハーバートン子爵
- ジョージ（1764年3月1日 – 1794年）
- エリザベス - 生涯未婚
- ヘンリエッタ・ジュディス（1778年4月22日没） - 1776年7月25日、第2代リフォード子爵ジェームズ・ヒューイットと結婚
- メアリー（1778年9月28日没） - 1776年1月23日、初代準男爵サー・ジョン・クレイヴェン・カーデンと結婚、子供あり